# 高建民 (1968年)
高建民（1968年4月—），汉族，河北任丘人。中华人民共和国政治人物。

## 生平
1990年9月加入中国共产党。曾任河北省环保厅厅长、唐山市委副书记、市长、河北省贸易促进会会长。2022年1月28日因涉嫌受贿罪被逮捕。